# 1844 في روسيا
فيما يلي قوائم الأحداث التي وقعت خلال عام 1844 في روسيا.

## ظهور
- 1 يناير – المساكين

## مواليد

### مارس
- 18 مارس – نيكولاي ريمسكي كورساكوف ملحن روسي.

## وفيات

### يوليو
- 11 يوليو – إفيجيني باراتينسكي (مواليد 1800) شاعر روسي.

### نوفمبر
- 21 نوفمبر – إيفان كريلوف (مواليد 1769) كاتب روسي.